# Santa Cruz de Salinas (ort)
Santa Cruz de Salinas är en ort i Brasilien.   Den ligger i kommunen Santa Cruz de Salinas och delstaten Minas Gerais, i den östra delen av landet, 700 km öster om huvudstaden Brasília. Santa Cruz de Salinas ligger 725 meter över havet och antalet invånare är 4 397.
Terrängen runt Santa Cruz de Salinas är huvudsakligen kuperad, men åt nordost är den platt. Santa Cruz de Salinas ligger nere i en dal. Runt Santa Cruz de Salinas är det glesbefolkat, med 15 invånare per kvadratkilometer.. Det finns inga andra samhällen i närheten.
Omgivningarna runt Santa Cruz de Salinas är huvudsakligen savann.